# Знепољска котлина
Знепољска котлина  je улегнуће у земљиној кори и специфичан геопростор између Бугарске и Србије. Српски део се налази у општини Сурдулица у Пчињском округу, а Бугарски део насеља се налази у општини Трн у Перничкој области. Ова потолина на југоистоку Србије, налази се у тектонском рову композитне долине-потолине горњег Понишавља, у сливу реке Јерме. 

## Положај
Знепољска котлина, која има главни правац пружања исток-запад, пратећи слив реке Јерме, између:
- Стрезимироваца на западу,
- Илијски Ханова на истоку,
- обронака Руја на северу и
- планинског залеђа притока Јерме на југу.

Дугачка је око 18 km, док је максимална ширина око 3,5 km.

## Географске одлике
Знепољска котлина географски гледанао представља ерозиони басен формиран флувијалним радом притока Јерме  — Лишковице, Глоговштице, Јарловачке, Зелениградске, Попове реке и других, које се стичу на релативно малом простору. Дно басена током холоцена испуњено је делувијалним и пролувијалним наносима, као и алувијумом реке Јерме.
Знепољска котлина која је у склопу Источне зоне млађих веначних планина, на чијем простору се сусрећу сутоке Источне зоне младих веначних планина и старе Родопске (Српско-македонске) масе.
Као посебна тектонска целина створена у старој Кортничко- Лужничко-Знепљској удолини, Знепољска котлина је настала на југоистоку ове области када је дошло до ражчлањивања у постолигоцену на више самосталних јединица. 
И док је Лужничка котлина испуњена дебелим терцијарним наслагама заједно са Кортничком на северозападу, најстарија је потолина у источној Србији, Знепољска котлина на југоистоку, само својим западним делом, припада старој ологоценској потолини. 
Снажни радијални покрети који су директно условили стварање дубоке регионалне потолине, били су истовремено праћени и тангенцијалним покретима тако да су захватили и планине на југозападу и планински венац Шљивовичког врха и Влашке планине на североистоку. 
У образовању тектонског рељефа на овим просторима друга фаза започела је постолигоценским тектонским покретима, праћеним моћном серијом олигоценских језерских наслага. Радијални покрети условили су образовање две засебне потолине на дну олигоценог језера. Па су тако створене Лужничка потолина у централном и Коритничка у северозападном делу. Док је Знепољска котлина образована знатно касније флувиоденудационим процесима.

### Клима
Утицај орографских црта рељефа на климу у Знепољск котлини је велики, а посебно код температуре, падавина и ветрова. Ниски делови котлине имају умерено континенталну климу са јасно израженим свим годишњим добима. Виши делови имају обележје субпланинске климе са дугим и хладним зимама, краћим и свежим летима и врло кратким прелазним добима. 
Температура ваздуха
Постоје и знатне разлике у средњим месечним и средњим годишњим температурама ваздуха најнижих и највиших делова котлине. Просечне вредностима за период од 1950. до 1965.годину биле су
- Најхладнији месец је јануар (0,8 °C-3,9 °C),
- Најтоплији је јул и август ( 22,2∘С-15,7 °C).
- Средња годишња темпетатура је 11,9ос, а у планинском делу 6,2 °C.

Високе летње температуре у нижем делу котлине условљавају интензивно испаравање па се ниво изданске воде спушта дубље у земљу, многи извори ослабе, а неки и пресуше, водостај река опада па се и протицај осетно смањи, а многи водени токови и пресуше. 
Облачност
Облачност утиче ма осунчавање, интензитет инсолације и радијацију чиме ублажава дневно колебање температуре. Најмања облачност је у јулу, августу и септембру што је повољно за развој туризма. 
Падавине
Падавине заузимају важно место међу климатским елементима. Важна је количина падавина али и њихов годишњи распоред или плувиометријски режим. На тај режим преовлђујући утицај имају продирање влажних, хладних ваздушних маса са Атлантског океана са запада и северозапада, топлих са југа и југозапада из области Средоземног мора и зимских продора хладних ваздушних маса са севера и североистока уз утицај орографских црта рељефа. ши планински предели (око 850 мм). 
Ветар
Ветар је важан климатски елемент. Знепољска котлина је доста ветровита што се посебно односи на највише њене делове где највећу честину има северозападни ветар (235 ‰) који доноси падавине, а најмању западни (154 ‰) и источни ветар (149 ‰). На тишине долази 213 ‰. 
У најнижем делу котлине највећу чештине имају ветрови из источног (186 ‰) и западног правца (109 ‰). Источни дува правцем Лужница-Заплање-Власотинце; сув је повећава испаравање и смањује облачност. Западни је део општег струјања ваздуха са запада на исток и доноси падавине. На тишине долази 435 ‰. Јаких ветрова највише има у марту, фебруару и јануару када се у вишем делу слива стварају велики сметови, а најмање у септембру и августу. У Знепољској котлини кошава дува по неколико дана, а у више делове продире из правца Заплања и дува 1-2 дана што бива врло ретко.

### Слив Јерме
Код Стрезимироваца долина Јерме се шири у Знепољску котлину. Котлина је најшира између села Слишовци и Рејановци - око 3,4 km, док се код села Главановци сужава на само 500 m. У Знепољу Јерма прима са леве стране Јарловачку реку која је преграђена земљаном браном чиме је образовано Јарловачко језеро. Нешто низводније улива се Лишковица која је после Јабланице њена најважнија притока, а само стотинак метара даље и Глоговштица. Леве притоке Јерме у Знепољској котлини одводњавају Руј планину, бројне су али углавном кратке и малих сливова. Највећа је Зелениградска река. Код села Илијски Ханове завршава се Знепољска котлина, долина Јерме нагло се сужава и са леве стране прима Кусу реку која одводњава источне падине Руја.
Јерма је низводно од Знепоља усекла у кречњацима импозантну клисуру – Трнско ждрело, широко десетак метара кроз које вода протиче великом брзином због пада од око 60‰.

## Биодиверзитет
Основне карактеристике биодиверзитета су, изузетна разноврсност флоре и фауне, богат шумски фонд, богатство и разноврсност животних заједница и значајан генетски фонд. Стање природне вегетације уклапа се у шири ареал распрострањености појединих врста Балкана, посебно планинских масива: Старе планине, Видлича, Влашке и Гребен планине. 
Флора је веома разноврсни, сваки ниво надморске висине и географски положај има свој тип вегетације. Слично другим брдско-планинским крајевима Источне Србије су заступљена три основна типа вегетације: ливадско-пашњачки, пашњачки, и шумски. Шумска вегетација на подручју је доста разноврстан, због познате чињенице да свака од шумских асоцијација има посебне захтеве у погледу надморске висине, рељефа, експозиције терена, климатских фактора и друго. Посматрано вертикално у овом крају се издвајају следећи шумски појасеви: 
- а) појас галеријских шума,
- б) појас храстових шума,
- в) појас букових шума и
- г) појас четинарских шума

Пољопривредна подручја Знепољске котлине покривају површину у просеку око 32%. Затим следе шуме и шумско земљиште и други вегетацијом обрасли терени са око 35%, водно са 4%, док насеља и други антропогени терени у функцији насеља и инфраструктуре заузимају око 5%. 
У овој котлини обрадиво земљиште је претежно ненаводњавано, што подразумева да су површине под житарицама, махунаркама, крмним биљем, поврћем, било под отвореним небом било под пластеницима и стакленицима, и то претежно у нижим надморским висина Знепољске котлине.
Простор је покривен мешовитим шумама и углавном се поклапа са четинарским шумама. Преко две трећине ове површине налази се у Бугарској, највише по ободу Знепољске котлине. Прелазно подручје шуме обухвата пре свега површине под жбунастом вегетацијом, површине покривене младим стаблима унутар шумских области, огољене области унутар шумских комплекса, напуштена пољопривредна подручја која је најмање 30% прекрила шумска вегетација и сл
Као свако планинско подручје, и ово је насељено дивљом фауном прилагођеном постојећим условима животне средине. Дивљач која је интересантна за развој ловног туризма и присутна на подручју општине Димитровград је: дивљач високог лова – срна, јелен, дивља свиња; дивљач ниског лова – зец; перната дивљач – јаребица, препелица, дивљи голубови. Од остале дивљачи - предатори присутни су: вук, лисица, јазавац, куна, твор, веверица, рис, шакал, риђи мишар, ласица, пух а од пернате јастреб, орао, сива врана, гавран, креја, сова.
У водама Јерме најчешће рибе су кркуша, клен, мрена, скобаљ, пастрмка и друге рибе. На подручју Знепољске котлине нашло је станиште и више од 100 врста птица.
Најраспрострањеније птице су врабац, сеница, славуј, гугутка, сова, сојка, детлић, врана, сврака, гавран, кос, дрозд од птица грабљивица – јастреб, соко, орао а од птице селице – рода, чапља, ждралови, ласте, кукавица.

## Становништво
Најстарији народ чије се име спомиње у изворима односно за који се, са великом сигурношћу, може рећи да је обитавао на простору Знепољске котлине су Дарданци. Међутим, у том периоду, пре доласка Римљана, етничка слика је била веома комплексна. Ту су наиме живели Келти, Илири и Трачани, те су етимолози у језицима тих народа управо и тражили порекло имена градова Понишавља.
Доласком римских војника, број становника се повећава. На основу расположивих података, сасвим је извесно да се већи прилив становништва, десио на прелазу из старе у нову еру (отприлике од 27. године п. н. е. до 14. године н.е.) у време римског цара Августа (63. п. н. е.— 14. н.е.). У то време постојали су бројни војни логори дуж трасе Via millitaris-а. 
Хришћанство се, у Знепољској котлини, као и на тлу Балкана јевило већ у првим вековима. Нема сумње да је тако било и у Ремезијани и читавој ремизијанској регији, имајући у виду да је овај град био на важном и веома прометном путу који је спајао Наис и Сардику и даље, Запад и Исток Римског царства.
Хришћанство је у то време преношено директно, „вера се преноси непосредним контактом, када крштени муж о вери говори својој још некрштеној жени, роб своме господару, господар слугама, трговци купцима, а лекари болесницима, како нам сведочи пример лекара Александра из Лиона, према светом Иринеју Лионском”.
Подручје карактеришу мала насеља претежно аграрног типа, са веома неповољном демографском структуром становништва. Међу њима велики број насеља која су се од 2001. године толико испразнила да им прети опасност да буду потпуно угашена. Простор је слабо насељен, обим и распрострањеност грађевинских објеката несразмерно су велики уз слаб систем искоришћености.